# Nuortap Muttosluoppal
Nuortap Muttosluoppal är en sjö i Gällivare kommun i Lappland och ingår i Luleälvens huvudavrinningsområde. Sjön har en area på 0,35 kvadratkilometer och ligger 384 meter över havet. Nuortap Muttosluoppal ligger i Muddus Natura 2000-område.